# 100 Proof (singolo)
100 Proof è un brano della cantante country statunitense Kellie Pickler, pubblicato il 20 dicembre 2011 come secondo singolo dal suo terzo album, 100 Proof, uscito il mese successivo.